# Falcuna gitte
Falcuna gitte är en fjärilsart som beskrevs av Bennett 1969. Falcuna gitte ingår i släktet Falcuna och familjen juvelvingar. Inga underarter finns listade i Catalogue of Life.